# Будинок Новікова (Київ)
Будинок Новікова — пам'ятка архітектури зведена 1893 року на замовлення купця Івана Новікова архітектором Миколою Казанським в стилі «київського» ренесансу (псевдоренесансу). Будівлю відреставровано 2018 року. У споруді знаходиться офісний центр «Regus Podil Heritage».

## Опис
Двоповерховий цегляний будинок з підвалом, фасад прикрашений маскаронами із жіночих облич. Тому в народі звався будинком «з янголами». На першому поверсі будинку розміщались торгівельні приміщення, а житлові — на другому.

## Історія
Будинок споруджено за проектом архітектора Миколи Казанського в 1893—1894 роках. Замовниками архітектурного проекту була родина Новікових, а власником став Іван (Яків) Семенович Новіков — купець першої гільдії, землевласник, один із найуспішніших комерсантів Російської імперії. З братом Афанасієм вони займались рибним промислом на Волзі й закупівленю деревини. Родина Новікових була багатою, тому в домі часто гостювали актори та художники, а діти влаштовували концерти й театральні п'єси.
У 1917 році під час єврейських погромів родина Новікова дала прихисток євреям. Під час Жовтневого перевороту 1917 року брата Івана, Афанасія, розстріляли в сусідньому будинку більшовики, а Івану з родиною вдалося уникнути смерті. Згодом будинок експропріювали й перетворили на комунальні квартири. У будинку в різні часи були магазин робітничого кооперативу, книгарня, ресторан «Дніпро», Подільський РАГС.
У 1970-ті через будівництво синьої лінії метрополітену будівлю вкоротили наполовину, знісши її північно-східну частину.
Наприкінці XX століття будинок вичерпав свій експлуатаційний ресурс і став непридатним для експлуатації. У 2001 році будівлю орендувала фірма «Консул», яка зобов'язалась провести реконструкцію будівлі. Невдовзі власника було визнано банкрутом, а в квітні 2016 року суд зобов'язав власника повернути будівлю в «придатному для використання стані». Проводились численні акції активістів, щоб привернути увагу громади до занедбаного будинку.
У 2018 році будівлю було відреставровано.

## Галерея

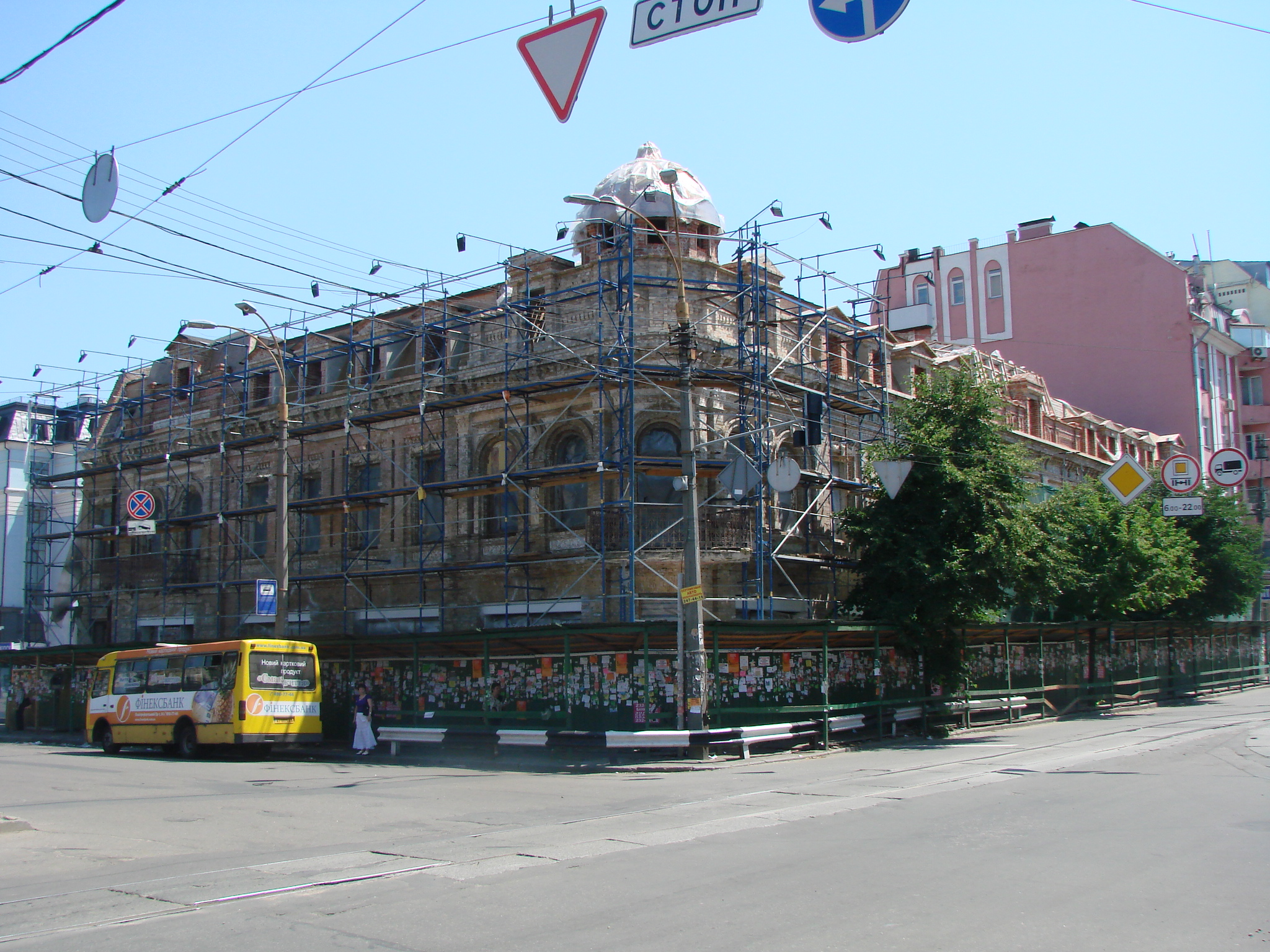
Будинок у 2009 році